# Liceul Internațional de Informatică din Constanța
Liceul Internațional de informatică din Constanța este prima școală inființată pe teritoriul României de către „Lumina – Instituții de Învățământ”.

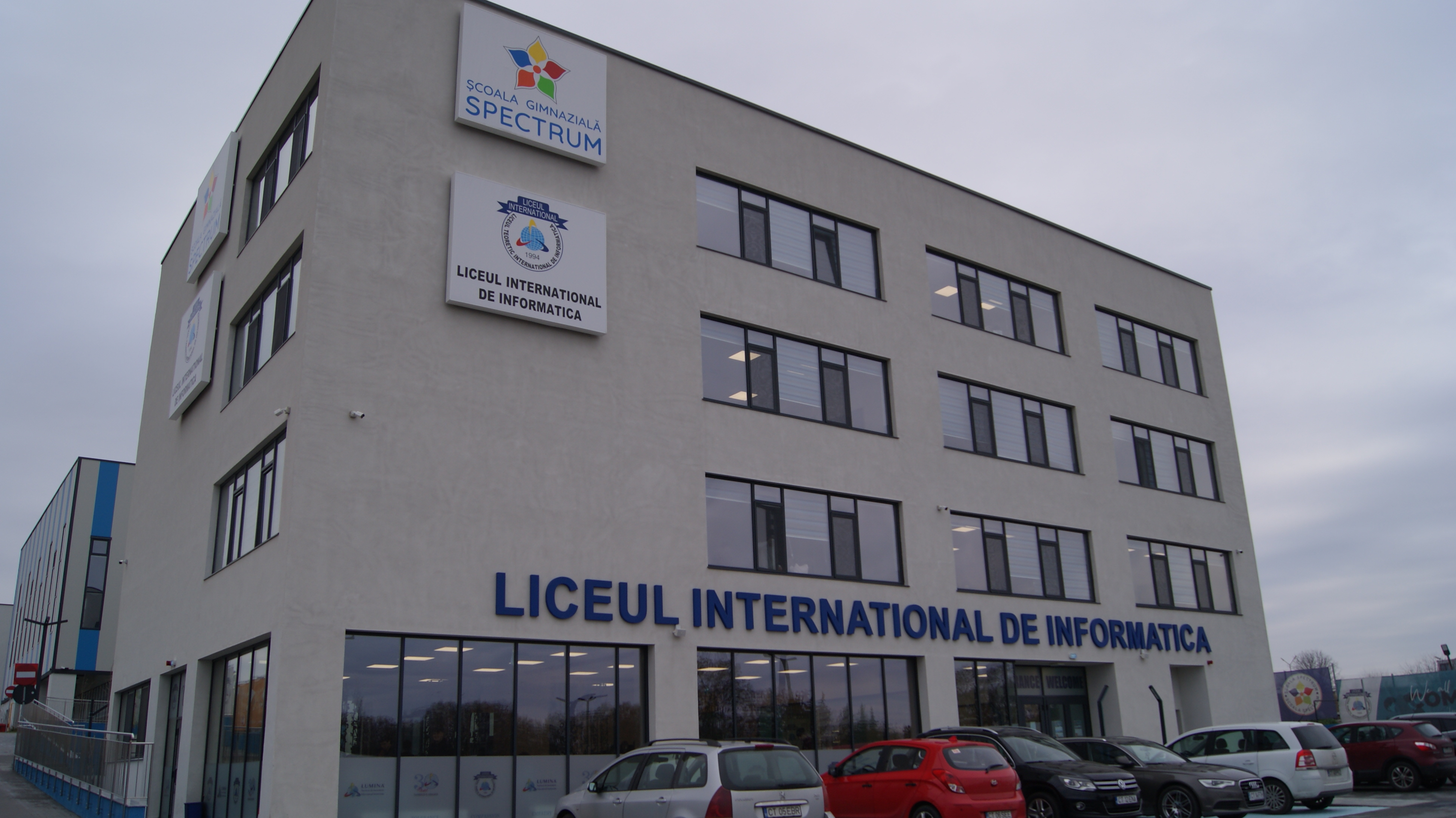
Liceul Teoretic International De Informatica Din Constanta

Liceul Internațional de Informatică din Constanța are predare în limba engleză la materiile realiste.
Calitatea învățământului de la Liceul Internațional de Informatică din Constanța a crescut de la an la an, o dovadă incontestabilă a acestui lucru fiind numeroasele premii obținute la olimpiadele și concursurile naționale și internaționale.
În cei 27 ani de existență, Liceul Internațional de Informatică din Constanța a devenit o adevărată “pepinieră de olimpici”, prin băncile ei trecând elevi care au făcut renumit numele României și a sistemului de învățământ românesc peste hotare. Mulți dintre ei studiază în străinătate, la cele mai renumite universități din lume, sau au un loc de muncă foarte bine plătit, tocmai datorită nivelului înalt al pregătirii de care au avut parte și datorită muncii intense din timpul liceului.

## Misiunea Liceului Internațional de Informatică (Constanța)
Asigurarea eleviilor la o educație solidă la cele mai înalte standarde ale Uniunii Europene(UE);
Cultivarea respectului și a spiritului liber în gândire și acțiune;
Promovarea încrederii comunității față de regulile și standardele învățământului modern;
Pregătirea elevilor la nivelul exigențelor Uniunii Europene.